# Campeonato Mundial de Natación de 2003
El X Campeonato Mundial de Natación se celebró en Barcelona (España) entre el 12 y el 27 de julio de 2003. Fue organizado por la Federación Internacional de Natación (FINA) y la Federación Española de Natación. Participaron un total de 2015 atletas representantes de 157 federaciones nacionales.

## Instalaciones
Se realizaron competiciones de natación, natación sincronizada, saltos, natación en aguas abiertas y waterpolo. Las instalaciones utilizadas por deporte fueron:
- Palau Sant Jordi (piscina provisional): natación y finales masculinas de waterpolo
- Piscina Municipal de Montjuic: saltos
- Piscinas Bernat Picornell: natación sincronizada
- Club Natació Barcelona: waterpolo
- Puerto de Barcelona: natación en aguas abiertas

## Resultados de natación

### Masculino
| Evento                           | Oro                                                                              | Plata                                                                                   | Bronce                                                                                   |
| -------------------------------- | -------------------------------------------------------------------------------- | --------------------------------------------------------------------------------------- | ---------------------------------------------------------------------------------------- |
| 50 m libre (26.07)               | Alexandr Popov · Rusia · 21,92                                                   | Mark Foster Reino Unido 22,20                                                           | Pieter van den Hoogenband · Países Bajos · 22,29                                         |
| 100 m libre (24.07)              | Alexandr Popov · Rusia · 48,42                                                   | Pieter van den Hoogenband · Países Bajos · 48,68                                        | Ian Thorpe Australia 48,77                                                               |
| 200 m libre (22.07)              | Ian Thorpe Australia 1:45,14                                                     | Pieter van den Hoogenband · Países Bajos · 1:46,43                                      | Grant Hackett Australia 1:46,85                                                          |
| 400 m libre (20.07)              | Ian Thorpe Australia 3:42,58                                                     | Grant Hackett Australia 3:45,17                                                         | Dragoș Coman · Rumania · 3:46,57                                                         |
| 800 m libre (25.07)              | Grant Hackett Australia 7:43,82                                                  | Larsen Jensen Estados Unidos 7:48,09                                                    | Igor Chervynski · Ucrania · 7:53,15                                                      |
| 1500 m libre (27.07)             | Grant Hackett Australia 14:43,14                                                 | Igor Chervynski · Ucrania · 15:01,04                                                    | Erik Vendt Estados Unidos 15:01,28                                                       |
| 50 m espalda (27.07)             | Thomas Rupprath · Alemania · 24,80 (RM)                                          | Matthew Welsh Australia 25,01                                                           | Johannes Gerhardus Zandberg Sudáfrica 25,07                                              |
| 100 m espalda (22.07)            | Aaron Peirsol Estados Unidos 53,61                                               | Arkadi Viatchanin · Rusia · Matthew Welsh · Australia · 53,92                           |                                                                                          |
| 200 m espalda (25.07)            | Aaron Peirsol Estados Unidos 1:55,92                                             | Gordan Kožulj · Croacia · 1:57,47                                                       | Simon Dufour Francia 1:57,90                                                             |
| 50 m braza (23.07)               | James Gibson Reino Unido 27,56                                                   | Oleg Lisogor · Ucrania · 27,74                                                          | Mihály Flaskay · Hungría · 27,79                                                         |
| 100 m braza (21.07)              | Kosuke Kitajima Japón 59,78 (RM)                                                 | Brendan Hansen Estados Unidos 1:00,21                                                   | James Gibson Reino Unido 1:00,37                                                         |
| 200 m braza (24.07)              | Kosuke Kitajima Japón 2:09,42 (RM)                                               | Ian Edmond Reino Unido 2:10,92                                                          | Brendan Hansen Estados Unidos 2:11,11                                                    |
| 50 m mariposa (21.07)            | Matthew Welsh Australia 23,43 (RM)                                               | Ian Crocker Estados Unidos 23,62                                                        | Evgeni Korotishkin · Rusia · 23,73                                                       |
| 100 m mariposa (26.07)           | Ian Crocker Estados Unidos 50,98 (RM)                                            | Michael Phelps Estados Unidos 51,10                                                     | Andri Serdinov · Ucrania · 51,59                                                         |
| 200 m mariposa (23.07)           | Michael Phelps Estados Unidos 1:54,35                                            | Takashi Yamamoto Japón 1:55,52                                                          | Thomas Malchow Estados Unidos 1:55,66                                                    |
| 200 m cuatro estilos (25.07)     | Michael Phelps Estados Unidos 1:56,04 (RM)                                       | Ian Thorpe Australia 1:59,66                                                            | Massimiliano Rosolino · Italia · 1:59,71                                                 |
| 400 m cuatro estilos (27.07)     | Michael Phelps Estados Unidos 4:09,09 (RM)                                       | László Cseh · Hungría · 4:10,79                                                         | Oussama Mellouli Túnez 4:15,36                                                           |
| 4 × 100 m libre (20.07)          | Rusia · Andrei Kapralov · Ivan Usov · Denis Pimankov · Alexandr Popov · 3:14,06  | Estados Unidos Scott Tucker Neil Walker Ryan Wochomurka Jason Lezak 3:14,80             | Francia Romain Barnier Julien Sicot Fabien Gilot Frédérick Bousquet 3:15,66              |
| 4 × 200 m libre (23.07)          | Australia Grant Hackett Craig Stevens Nicholas Sprenger Ian Thorpe 7:08,58       | Estados Unidos Michael Phelps Nate Dusing Aaron Peirsol Klete Keller 7:10,26            | Alemania · Johannes Österling · Lars Conrad · Stefan Herbst · Christian Keller · 7:14,02 |
| 4 × 100 m cuatro estilos (27.07) | Estados Unidos Aaron Peirsol Brendan Hansen Ian Crocker Jason Lezak 3:31,54 (RM) | Rusia · Arkadi Viatchanin · Roman Ivanovski · Igor Marchenko · Alexandr Popov · 3:34,74 | Japón Tomomi Morita Kosuke Kitajima Takashi Yamamoto Daisuke Hosokawa 3:36,12            |

- RM – Récord mundial.

### Femenino
| Evento                           | Oro                                                                                   | Plata                                                                                     | Bronce                                                                    |
| -------------------------------- | ------------------------------------------------------------------------------------- | ----------------------------------------------------------------------------------------- | ------------------------------------------------------------------------- |
| 50 m libre (27.07)               | Inge de Bruijn · Países Bajos · 24,47                                                 | Alice Mills Australia 25,07                                                               | Lenton Lisbeth Australia 25,08                                            |
| 100 m libre (25.07)              | Hanna-Maria Seppälä · Finlandia · 54,37                                               | Jodie Henry Australia 54,58                                                               | Jenny Thompson Estados Unidos 54,65                                       |
| 200 m libre (23.07)              | Alena Popchanka · Bielorrusia · 1:58,32                                               | Martina Moravcová · Eslovaquia · 1:58,44                                                  | Yang Yu China 1:58,55                                                     |
| 400 m libre (20.07)              | Hannah Stockbauer · Alemania · 4:06,75                                                | Éva Risztov · Hungría · 4:07,24                                                           | Diana Munz Australia 4:07,67                                              |
| 800 m libre (26.07)              | Hannah Stockbaauer · Alemania · 8:23,66                                               | Diana Munz Estados Unidos 8:24,19                                                         | Rebecca Cooke Reino Unido 8:28,45                                         |
| 1500 m libre (22.07)             | Hannah Stockbauer · Alemania · 16:00,18                                               | Hayley Peirsol Estados Unidos 16:09,64                                                    | Jana Henke · Alemania · 16:10,13                                          |
| 50 m espalda (24.07)             | Nina Zhivanevskaya · España · 28,48                                                   | Ilona Hlaváčková · República Checa · 28,50                                                | Noriko Inada Japón 28,62                                                  |
| 100 m espalda (22.07)            | Antje Buschschulte · Alemania · 1:00,50                                               | Louise Ørnstedt Dinamarca Katy Sexton Reino Unido 1:00,86                                 |                                                                           |
| 200 m espalda (26.07)            | Katy Sexton Reino Unido 2:08,74                                                       | Margaret Hoelzer Estados Unidos 2:09,24                                                   | Stanislava Komarova · Rusia · 2:10,17                                     |
| 50 m braza (27.07)               | Luo Xuejuan China 30,67                                                               | Brooke Hanson Australia 31,13                                                             | Zoe Baker Reino Unido 31,37                                               |
| 100 m braza (22.07)              | Luo Xuejuan China 1:06,80                                                             | Amanda Beard Estados Unidos 1:07,42                                                       | Leisel Jones Australia 1:07,47                                            |
| 200 m braza (25.07)              | Amanda Beard Estados Unidos 2:22,99 (RM)                                              | Leisel Jones Australia 2:24,33                                                            | Qi Hui China 2:25,78                                                      |
| 50 m mariposa (26.07)            | Inge de Bruijn · Países Bajos · 25,84                                                 | Jenny Thompson Estados Unidos 26,00                                                       | Anna-Karin Kammerling · Suecia · 26,06                                    |
| 100 m mariposa (21.07)           | Jenny Thompson Estados Unidos 57,96                                                   | Otylia Jędrzejczak · Polonia · 58,22                                                      | Martina Moravcová · Eslovaquia · 58,24                                    |
| 200 m mariposa (24.07)           | Otylia Jędrzejczak · Polonia · 2:07,56                                                | Éva Risztov · Hungría · 2:07,68                                                           | Yuko Nakanishi Japón 2:08,08                                              |
| 200 m cuatro estilos (21.07)     | Yana Klochkova · Ucrania · 2:10,75                                                    | Alice Mills Australia 2:12,75                                                             | Zhou Yafei China 2:12,92                                                  |
| 400 m cuatro estilos (27.07)     | Yana Klochkova · Ucrania · 4:36,74                                                    | Éva Risztov · Hungría · 4:37,39                                                           | Beatrice Câșlaru · Rumania · 4:41,86                                      |
| 4 × 100 m libre (20.07)          | Estados Unidos Natalie Coughlin Lindsay Benko Rhiannon Jeffrey Jenny Thompson 3:38,09 | Alemania · Petra Dallmann · Katrin Meißner · Antje Buschschulte · Sandra Völker · 3:38,73 | Australia Lisbeth Lenton Elka Graham Jodie Henry Alice Mills 3:38,83      |
| 4 × 200 m libre (24.07)          | Estados Unidos Lindsay Benko Rachel Komisarz Rhiannon Jeffrey Diana Munz 7:55,70      | Australia Elka Graham Linda Mackenzie Kirsten Thompson Alice Mills 7:58,42                | China Zhou Yafei Xu Yanwei Pang Jiaying Yang Yu 7:58,53                   |
| 4 × 100 m cuatro estilos (26.07) | China Zhan Shu Luo Xuejuan Zhou Yafei Yang Yu 3:59,89                                 | Estados Unidos Natalie Coughlin Amanda Beard Jenny Thompson Lidsay Benko 4:00,83          | Australia Giaan Rooney Leisel Jones Jessicah Schipper Jodie Henry 4:01,37 |

- RM – Récord mundial.

### Medallero
| Núm. | País            | Oro | Plata | Bronce | Total |
| ---- | --------------- | --- | ----- | ------ | ----- |
| 1    | Estados Unidos  | 11  | 12    | 4      | 27    |
| 2    | Australia       | 6   | 10    | 7      | 23    |
| 3    | Alemania        | 5   | 1     | 2      | 8     |
| 4    | Rusia           | 3   | 2     | 2      | 7     |
| 5    | China           | 3   | 0     | 4      | 7     |
| 6    | Reino Unido     | 2   | 3     | 3      | 8     |
| 7    | Ucrania         | 2   | 2     | 2      | 6     |
| 8    | Países Bajos    | 2   | 2     | 1      | 5     |
| 9    | Japón           | 2   | 1     | 3      | 6     |
| 10   | Polonia         | 1   | 1     | 0      | 2     |
| 11   | Bielorrusia     | 1   | 0     | 0      | 1     |
| 11   | España          | 1   | 0     | 0      | 1     |
| 11   | Finlandia       | 1   | 0     | 0      | 1     |
| 14   | Hungría         | 0   | 4     | 1      | 5     |
| 15   | Eslovaquia      | 0   | 1     | 1      | 2     |
| 16   | Croacia         | 0   | 1     | 0      | 1     |
| 16   | Dinamarca       | 0   | 1     | 0      | 1     |
| 16   | República Checa | 0   | 1     | 0      | 1     |
| 19   | Francia         | 0   | 0     | 2      | 2     |
| 19   | Rumania         | 0   | 0     | 2      | 2     |
| 21   | Italia          | 0   | 0     | 1      | 1     |
| 21   | Sudáfrica       | 0   | 0     | 1      | 1     |
| 21   | Suecia          | 0   | 0     | 1      | 1     |
| 21   | Túnez           | 0   | 0     | 1      | 1     |
|      | TOTAL           | 40  | 42    | 38     | 120   |

## Resultados de saltos

### Masculino
| Evento                          | Oro                                                 | Plata                                             | Bronce                                                 |
| ------------------------------- | --------------------------------------------------- | ------------------------------------------------- | ------------------------------------------------------ |
| Trampolín 1 m (17,07)           | Xu Xiang China 431,94 pts.                          | Wang Kenan China 412,21 pts.                      | Joona Puhakka · Finlandia · 391,26 pts.                |
| Trampolín 3 m (15.07)           | Alexandr Dobroskok · Rusia · 788,37                 | Peng Bo China 780,84                              | Dmitri Sautin · Rusia · 776,64                         |
| Plataforma 10 m (19.07)         | Alexandre Despatie · Canadá · 716,91                | Mathew Helm Australia 697,74                      | Tian Liang China 696,06                                |
| Trampolín 3 m sincro. (13.07)   | Alexandr Dobroskok · Dmitri Sautin · Rusia · 369,18 | Wang Tianling Wang Feng China 343,29              | Andreas Wels · Tobias Schellenberg · Alemania · 334,44 |
| Plataforma 10 m sincro. (20.07) | Mathew Helm Robert Newbery Australia 384,60         | Roman Volodkov · Anton Zajarov · Ucrania · 372,60 | Tian Liang Hu Jia China 367,14                         |

### Femenino
| Evento                          | Oro                                 | Plata                                        | Bronce                                                      |
| ------------------------------- | ----------------------------------- | -------------------------------------------- | ----------------------------------------------------------- |
| Trampolín 1 m (14.07)           | Irina Lashko Australia 299,97       | Conny Schmalfuß · Alemania · 296,13          | Blythe Hartley · Canadá · 291,33                            |
| Trampolín 3 m (18.07)           | Guo Jingjing China 617,94           | Yulia Pajalina · Rusia · 611,58              | Wu Minxia China 589,80                                      |
| Plataforma 10 m (16.07)         | Émilie Heymans · Canadá · 597,45    | Lao Lishi China 595,56                       | Li Na China 563,43                                          |
| Trampolín 3 m sincro. (20.07)   | Wu Minxia Guo Jingjing China 357,30 | Yulia Pajalina · Vera Ilina · Rusia · 321,24 | Paola Espinosa · Laura Sánchez · México · 299,64            |
| Plataforma 10 m sincro. (13.07) | Lao Lishi Li Ting China 344,58      | Loudy Tourky Lynda Dackiw Australia 323,34   | Evgenia Olshevskaya · Svetlana Timoshinina · Rusia · 300,12 |

### Medallero
| Núm. | País      | Oro | Plata | Bronce | Total |
| ---- | --------- | --- | ----- | ------ | ----- |
| 1    | China     | 4   | 4     | 4      | 12    |
| 2    | Rusia     | 2   | 2     | 2      | 6     |
| 3    | Australia | 2   | 2     | 0      | 4     |
| 4    | Canadá    | 2   | 0     | 1      | 3     |
| 5    | Alemania  | 0   | 1     | 1      | 2     |
| 6    | Ucrania   | 0   | 1     | 0      | 1     |
| 7    | Finlandia | 0   | 0     | 1      | 1     |
| 7    | México    | 0   | 0     | 1      | 1     |
|      | TOTAL     | 10  | 10    | 10     | 30    |

## Resultados de natación en aguas abiertas

### Masculino
| Evento        | Oro                                   | Plata                                 | Bronce                              |
| ------------- | ------------------------------------- | ------------------------------------- | ----------------------------------- |
| 5 km (13.07)  | Evgeni Kochkarov · Rusia · 53:11,9    | Christian Hein · Alemania · 53:13,0   | Vladimir Diatchin · Rusia · 53:14,8 |
| 10 km (16.07) | Vladimir Diatchin · Rusia · 1:50:50,8 | Christian Hein · Alemania · 1:51:06,5 | David Meca · España · 1:51:08,4     |
| 25 km (19.07) | Yuri Kudinov · Rusia · 5:02:20,0      | David Meca · España · 5:02:20,4       | Petar Stoichev Bulgaria 5:02:20,6   |

### Femenino
| Evento        | Oro                                       | Plata                                      | Bronce                                    |
| ------------- | ----------------------------------------- | ------------------------------------------ | ----------------------------------------- |
| 5 km (13.07)  | Viola Valli · Italia · 57:01,2            | Jana Pechanová · República Checa · 57:03,9 | Britta Kamrau · Alemania · 57:06,4        |
| 10 km (16.07) | Viola Valli · Italia · 1:59:49,9          | Angela Maurer · Alemania · 1:59:51,1       | Edith van Dijk · Países Bajos · 1:59:53,0 |
| 25 km (19.07) | Edith van Dijk · Países Bajos · 5:35:43,5 | Britta Kamrau · Alemania · 5:35:46,1       | Angela Maurer · Alemania · 5:35:46,5      |

### Medallero
| Núm. | País            | Oro | Plata | Bronce | Total |
| ---- | --------------- | --- | ----- | ------ | ----- |
| 1    | Rusia           | 3   | 0     | 1      | 4     |
| 2    | Italia          | 2   | 0     | 0      | 2     |
| 3    | Países Bajos    | 1   | 0     | 1      | 2     |
| 4    | Alemania        | 0   | 4     | 2      | 6     |
| 5    | España          | 0   | 1     | 1      | 2     |
| 6    | República Checa | 0   | 1     | 0      | 1     |
| 7    | Bulgaria        | 0   | 0     | 1      | 1     |
|      | TOTAL           | 6   | 6     | 6      | 18    |

## Resultados de natación sincronizada
| Evento                    | Oro | Plata | Bronce |
| ------------------------- | --- | --- | --- |
| Solo (17.07)              | Virginie Dedieu Francia 99,251 pts. | Anastasia Ermakova · Rusia · 97,417 pts. | Gemma Mengual · España · 97,334 pts. |
| Dúo (18.07)               | Anastasia Davidova · Anastasia Ermakova · Rusia · 99,084 | Miya Tachibana Miho Takeda Japón 98,084 | Gemma Mengual · Paola Tirados · España · 96,667                                                                                           |
| Equipo (19.07)            | Olga Brusnikina · Anastasia Davidova · Anastasia Ermakova · Maria Gromova · Elvira Jasianova · Maria Kiseliova · Yelena Ovchinnikova · Anna Shorina · Rusia · 98,750 | Michiyo Fujimaru Kanako Kitao Emiko Suzuki Miya Tachibana Miho Takeda Juri Tatsumi Chiaki Watanabe Yoko Yoneda Japón 98,334 | Alison Bartosik Erin Dobratz Lauren McFall Rebecca Jasontek Anna Kozlova Sara Lowe Stephanie Nesbitt Kendra Zanotto Estados Unidos 96,834 |
| Combinación libre (16.07) | Juri Tatsumi Emiko Suzuki Yoko Yoneda Saho Harada Michiyo Fujimaru Naoko Kawashima Chiaki Watanabe Kanako Kitao Japón 98,500                                         | Gemma Mengual · Paola Tirados · Alicia Sanz · Ione Serrano · Raquel Corral · Irina Rodríguez · Andrea Fuentes · Tina Fuentes · Ana Montero · Gisela Morón · España · Anna Kozlova · Alison Bartosik · Lauren McFall · Sara Lowe · Katie Norris · Rebecca Jasontek · Stephanie Nesbitt · Kendra Zanotto · Erin Dobratz · Mary Hofer · Estados Unidos · 97,333 | — |

### Medallero
| Núm. | País           | Oro | Plata | Bronce | Total |
| ---- | -------------- | --- | ----- | ------ | ----- |
| 1    | Rusia          | 2   | 1     | 0      | 3     |
| 2    | Japón          | 1   | 2     | 0      | 3     |
| 3    | Francia        | 1   | 0     | 0      | 1     |
| 4    | España         | 0   | 1     | 2      | 3     |
| 5    | Estados Unidos | 0   | 1     | 1      | 2     |
|      | TOTAL          | 4   | 5     | 3      | 12    |

## Resultados de waterpolo
- Resultados del torneo masculino
- Resultados del torneo femenino

| Evento    | Oro            | Plata    | Bronce              |
| --------- | -------------- | -------- | ------------------- |
| Masculino | Hungría ·      | Italia · | Serbia y Montenegro |
| Femenino  | Estados Unidos | Italia · | Rusia ·             |

## Medallero total
| Núm. | País                | Oro | Plata | Bronce | Total |
| ---- | ------------------- | --- | ----- | ------ | ----- |
| 1    | Estados Unidos      | 12  | 13    | 6      | 31    |
| 2    | Rusia               | 10  | 5     | 6      | 21    |
| 3    | Australia           | 8   | 12    | 6      | 26    |
| 4    | China               | 7   | 4     | 8      | 19    |
| 5    | Alemania            | 5   | 6     | 5      | 16    |
| 6    | Japón               | 3   | 3     | 3      | 9     |
| 7    | Países Bajos        | 3   | 2     | 2      | 7     |
| 8    | Reino Unido         | 2   | 3     | 3      | 8     |
| 9    | Ucrania             | 2   | 3     | 2      | 7     |
| 10   | Italia              | 2   | 2     | 1      | 5     |
| 11   | Canadá              | 2   | 0     | 1      | 3     |
| 12   | Hungría             | 1   | 4     | 1      | 6     |
| 13   | España              | 1   | 2     | 3      | 6     |
| 14   | Polonia             | 1   | 1     | 0      | 2     |
| 15   | Francia             | 1   | 0     | 2      | 3     |
| 16   | Finlandia           | 1   | 0     | 1      | 2     |
| 17   | Bielorrusia         | 1   | 0     | 0      | 1     |
| 18   | República Checa     | 0   | 2     | 0      | 2     |
| 19   | Eslovaquia          | 0   | 1     | 1      | 2     |
| 20   | Croacia             | 0   | 1     | 0      | 1     |
| 20   | Dinamarca           | 0   | 1     | 0      | 1     |
| 22   | Rumania             | 0   | 0     | 2      | 2     |
| 23   | Bulgaria            | 0   | 0     | 1      | 1     |
| 23   | México              | 0   | 0     | 1      | 1     |
| 23   | Serbia y Montenegro | 0   | 0     | 1      | 1     |
| 23   | Sudáfrica           | 0   | 0     | 1      | 1     |
| 23   | Suecia              | 0   | 0     | 1      | 1     |
| 23   | Túnez               | 0   | 0     | 1      | 1     |
|      | TOTAL               | 62  | 65    | 59     | 186   |